# ヴァルデマール1世 (スウェーデン王)
ヴァルデマール・ビルイェルソン（英語: Waldemar; スウェーデン語: Valdemar Birgersson; 1239年 - 1302年12月26日）は、フォルクング朝最初のスウェーデン王（ヴァルデマール1世、1250年 - 1275年）。 

## 生涯
ヴァルデマールはフォルクング家のビルイェル・ヤールとインゲボリ・エリクスドッテルの間に生まれた。母方の叔父エリク11世治下の1248年からヴァルデマールの時代にかけて、ビルイェル・ヤールが摂政として事実上スウェーデンを支配していた。母インゲボリは、エリク10世とデンマーク王の娘の間の王女だった。
1250年にエリク11世が死去すると、ヴァルデマールはスウェーデン王に選ばれ、翌年にリンシェーピング大聖堂で戴冠した。しかし国政は完全に父ビルイェル・ヤールに握られていた。ビルイェル・ヤールが1266年に死去すると、今度は弟のセーデルマンランド公マグヌス・ビルイェルソンとの王位をめぐる争いが起こる。
1260年、ヴァルデマール1世はデンマーク王エーリク4世の長女ソフィアと結婚した。一方でその妹のユッタとも関係を持っており、彼女は1272年にスウェーデンにわたり王の愛人となった。しかしローマ教皇に破門をちらつかされ、翌1273年にはユッタを修道院に送り、赦免を乞うためローマ巡礼せざるを得なくなった。
1275年6月14日、ヴァルデマール1世はホヴァの戦いで弟マグヌスに敗れ、王位を奪われた。マグヌスは兄弟のスモーランド公エリク・ビルイェルソンやデンマーク王エーリク5世の支援を受け、デンマーク人の戦士を率いていた。マグヌスはマグヌス3世として即位した。
1277年、妻のソフィアは祖国デンマークへ帰された。同年、ヴァルデマールはイェータランドを手に入れようと試みイェータランド公を名乗ったが、翌年にマグヌス3世に奪還された。1288年、マグヌス3世によってニュヒェーピング城に軟禁されたが環境は悪くなく、ヴァルデマールはそこで公然と愛人を囲って1302年に死去するまでの余生を送った。

## 家族
ヴァルデマールはソフィアと1260年に結婚し6人の子供をもうけたが、1277年に離婚した。
1. インゲボリ - ホルシュタイン公ゲルハルト2世妃
2. エリク（1272年 - 1330年）
3. マリーナ - ディープホルツ伯ルドルフ妃
4. リキッサ（1292年没） - ポーランド王プシェミスウ2世妃
5. カタリーナ（1283年没）
6. マルガレータ - 修道女